# 索尼克狂欢
《音速小子狂熱》（香港和台湾官方译为）是一部由Headcannon、PagodaWest Games与世嘉开发并由世嘉发行在任天堂Switch、PlayStation 4、Xbox One以及Windows等平台上的横版平台游戏。本作是《刺猬索尼克》系列首次登陆到NS、PS4、Xbox one和Steam版的新作品，也是少有的由Sonic Team以外的制作组开发的系列作品。游戏以系列初期的复古画面风格作为卖点，并加入了许多向系列前作致敬的内容。在游戏中，玩家需要控制索尼克、塔尔斯与纳克鲁斯来对抗蛋头博士和他的邪恶手下。

## 開發
《索尼克狂欢》開發團隊來自音速小子粉絲同人遊戲社群及ROM反組譯社群中工作的成員組成。開發總監 Christian Whitehead (又名 Taxman) 向Sonic Team製作人飯塚隆展示了可遊玩的雛形之後，開發工作便開始了。獨立工作室 PagodaWest Games 和 Headcannon 提供藝術，關卡設計，音效和其他程序設計。開發工作使用了 Christain Whitehead 的复古引擎 (英文: Retro Engine)，以求實現 Mega Drvie 和世嘉土星主機時代的遊戲的圖形效果。

## 發行
《索尼克狂欢》在2016年7月举行的系列诞生25周年纪念活动上正式公布，由多名系列资深粉丝组成的Headcannon和PagodaWest Games工作室领衔开发。于2017年8月15日发售家用主机版本、29日发售Windows版本。游戏发售后获得业界的高度好评，是系列近年少有的口碑佳作。
《索尼克狂欢 PLUS》DLC 在2018年7月18日發售（僅NS、PS4版、Steam版及Epic版）。追加角色犰狳「麦迪」和飛鼠「雷」，還有新模式「機關重置模式」等新要素。

## 評價
| 汇总媒体   | 得分                                           |
| ---------- | ---------------------------------------------- |
| Metacritic | PS4: 86/100 NS: 86/100 PC: 84/100 XONE: 83/100 |

| 媒体            | 得分      |
| --------------- | --------- |
| Destructoid     | 8/10      |
| 电子游戏月刊    | 9/10      |
| Eurogamer       | Essential |
| Game Informer   | 8.5/10    |
| Game Revolution | [ 14 ]    |
| GameSpot        | 9/10      |
| IGN             | 8.7/10    |
| Nintendo Life   | 9/10      |
| 任天堂世界报道  | 9/10      |
| PC Gamer英国    | 82/100    |
| Polygon         | 7/10      |
| VideoGamer.com  | 7/10      |